# Peter Dahl

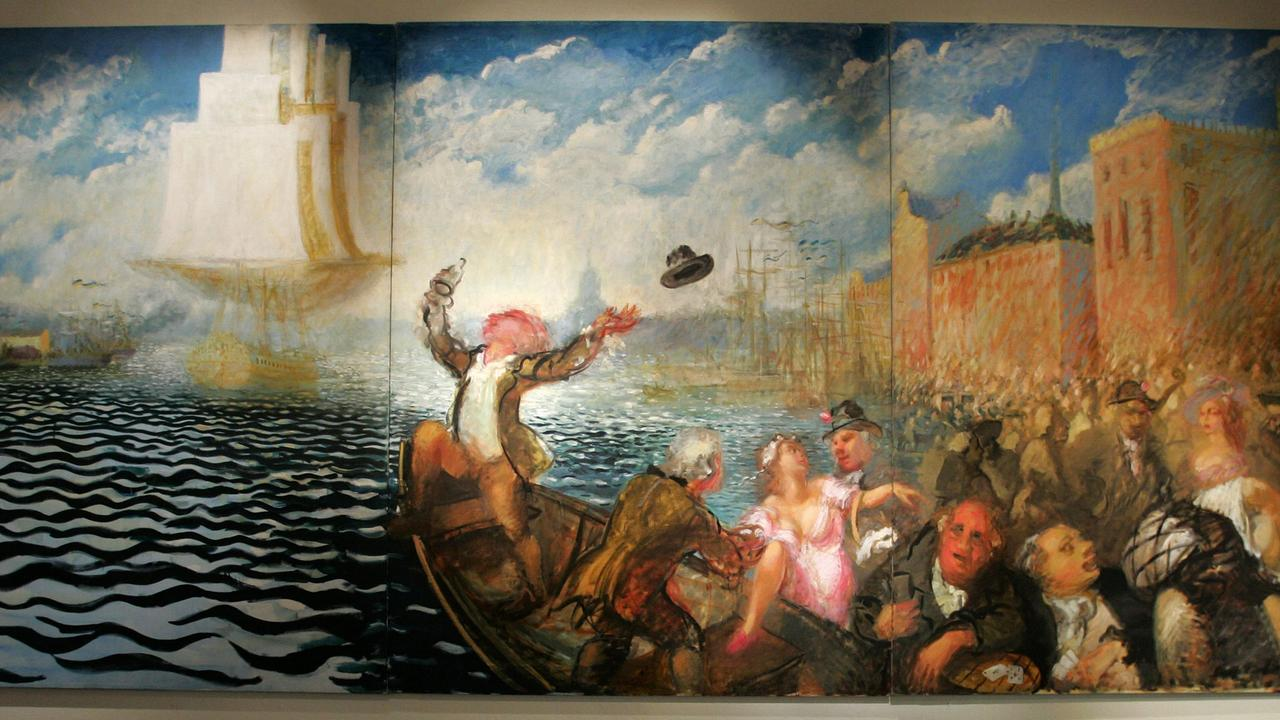
Fredmans epistlar "Stolta Stad" av Peter Dahl

Peter Christian Dahl, född 16 februari 1934 i Oslo, Norge, död 17 maj 2019 i Stockholm, var en svensk konstnär. 

## Biografi

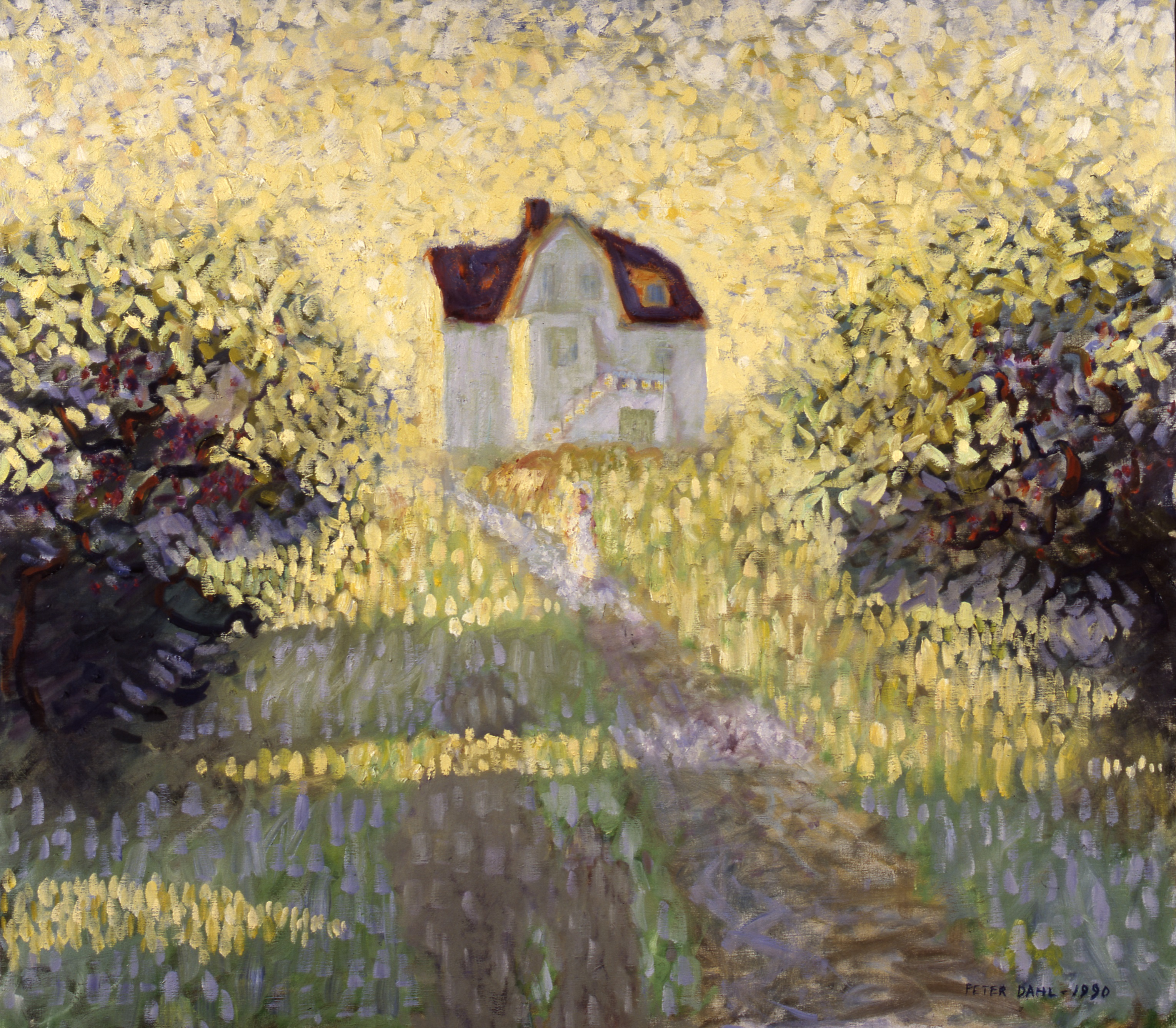
Farmoderns hus "Knausen" på Jarlsborgsveien i Ullern, Oslo, Norge.

Peter Dahl var son till Hans Peter Dahl och Ragna, född Askvik. Familjen flyttade i februari 1939 från Norge till Bromma i Stockholm. Hans farmor och farbröder, Jojo Steen, som tjänstgjorde i Norska motståndsrörelsen och grafikern Chrix Dahl, var kvar i Norge; hos släkten i Vestre Aker tillbringade han somrarna som barn. Han blev svensk medborgare 1954. Från 1999 fram till sin död var han gift med Tina Hamrin Dahl, fil. dr i religionshistoria och fil. mag. i statskunskap. De bodde på Kungsholmen i Stockholm.
Dahl utbildades på Konsthögskolan i Stockholm 1958–1963 under Lennart Rodhe, och undervisades på Gerlesborgsskolan 1959–1969 och på ett flertal andra privata och statliga konstskolor. Han var själv lärare vid Gerlesborgsskolan 1960-1970, huvudlärare på Valands konsthögskola i Göteborg 1971–1973 och professor i måleri på Konsthögskolan i Stockholm 1975–1979.
År 1970 blev Dahl ryktbar med målningen Liberalismens genombrott i societen – senare även benämnd ”Sibyllatavlan” – ur serien Drömmar i soffhörnet. Tavlan, som ställdes ut på Göteborgs Konsthall, beslagtogs den 11 december av polisen enligt åtal om sedlighetssårande. Man fick dock efter ett halvår återlämna tavlan till Dahl. Den hänger numera på Göteborgs konstmuseum.
Dahl fick sitt stora publika genombrott 1982 på Konstnärshuset i Stockholm med bland annat målningen ”Parken”. Ännu folkligare blev han med tolkningarna av samtliga ”Fredmans epistlar”, 87 litografier som visades runt om i landet från 1984. Dessutom presenterades målningar i Bellmans anda. Dahl är också känd för sin stora passion för fantasivärlden Caribanien. På Sigurd Rings gata 12 i Aspudden hade Dahl sin ateljé på fjärde våningen, med utsikt över Vinterviken; ateljén är i dag en bostadsrätt. Ateljén har senare legat högst uppe i fastigheten på Norr Mälarstrand 26 på Kungsholmen i Stockholm, med utsikt över Riddarfjärden. Dahl är representerad vid bland annat Kalmar konstmuseum, Norrköpings konstmuseum, Länsmuseet Gävleborg, Moderna museet, och Örebro läns landsting.
År 2006 tilldelades Dahl medaljen Illis quorum av tolfte storleken. Han är representerad i Bonniers porträttsamling.
På Norges nationaldag den 17 maj 2019 meddelades att Dahl avlidit, 85 år gammal. Han är gravsatt i askgravlunden på Kungsholms kyrkogård i Stockholm.

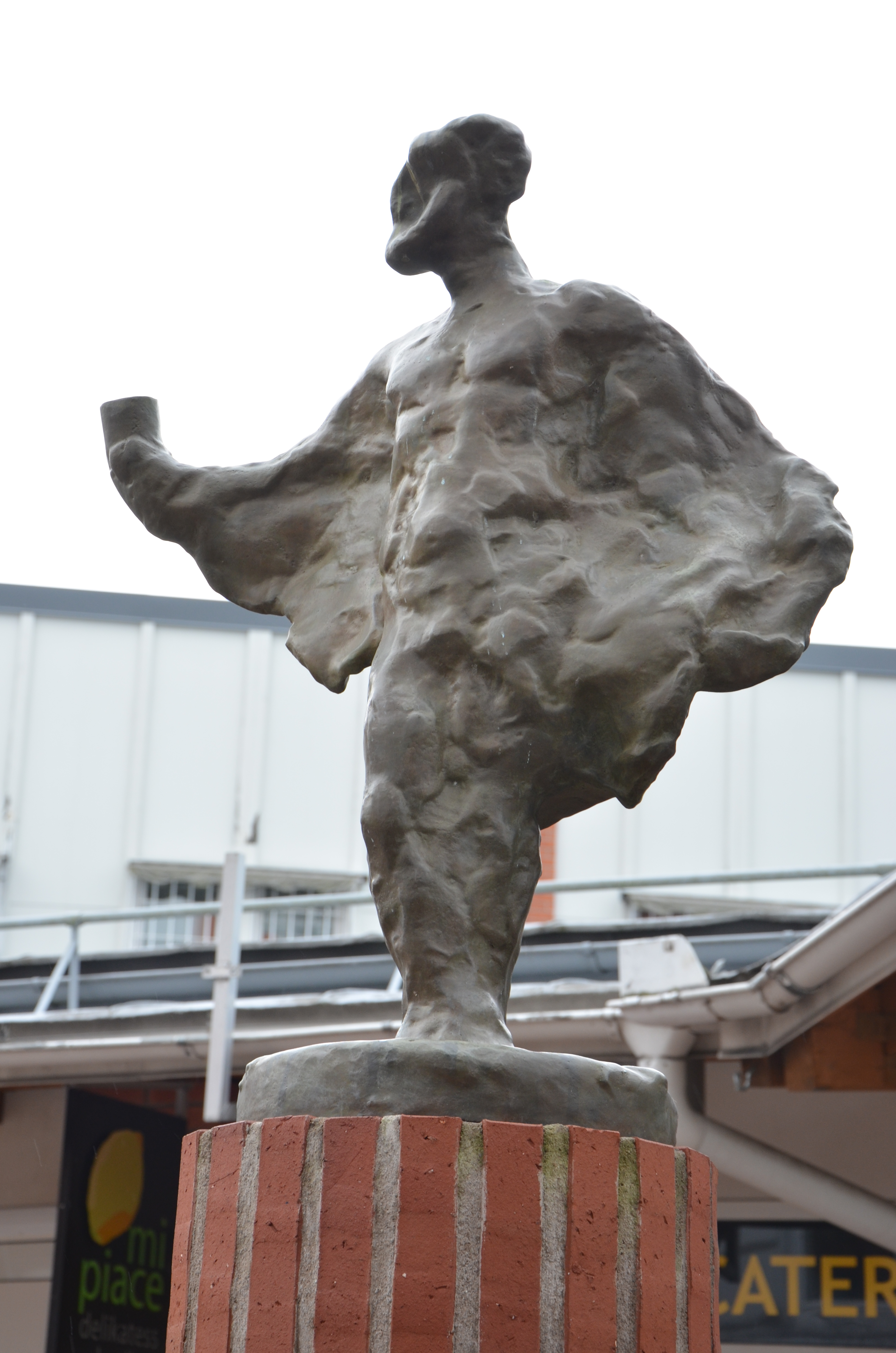
Bacchus på Sjödalstorget i Huddinge centrum.

### Böcker

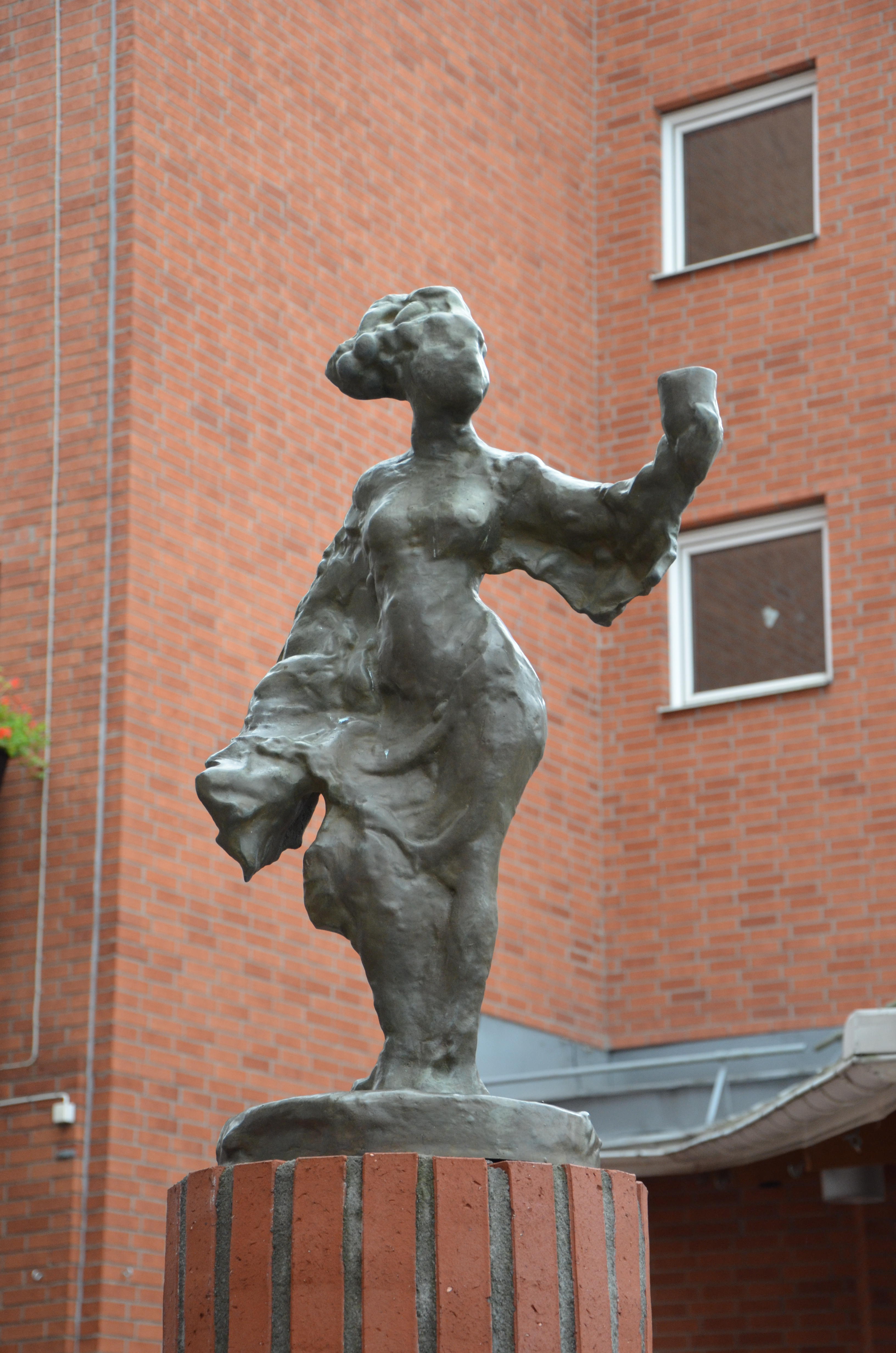
Freja på Sjödalstorget i Huddinge centrum.